# 諾斯克利夫峰
78°44′S 161°8′E / 78.733°S 161.133°E
諾斯克利夫峰是南極洲的山峰，位於羅斯屬地，屬於沃斯特山脈的一部分，海拔高度2,255米，該山峰由新西蘭的探險隊所測量和命名，現時由南極條約體系管理。